# Pilopogon vernieri
Pilopogon vernieri là một loài Rêu trong họ Dicranaceae. Loài này được (Duby) Broth. miêu tả khoa học đầu tiên năm 1901.